# لوک، قناد شیاد
لوک، قناد شیاد (انگلیسی: Luke, the Candy Cut-Up) یک فیلم کمدی صامت کوتاه به کارگردانی هال روچ است که در سال ۱۹۱۶ منتشر شد. از بازیگران این فیلم می‌توان به هارولد لوید، اسناب پالرد و ببه دنیلز اشاره کرد. نسخه‌ای از این فیلم در موزه جرج ایستمن موجود است.